# Vera Mantovani
Vera Mantovani (...) è un'ex schermitrice italiana, specializzata nel fioretto..
Ha vinto una medaglia d'argento ed una di bronzo ai Campionati mondiali di scherma.

## Palmarès
In carriera ha ottenuto i seguenti risultati:
Mondiali
Individuale
A squadre
- Argento nel fioretto a Lussemburgo 1954
- Bronzo nel fioretto a Roma 1955

Universiadi
Individuale
A squadre
- Bronzo nel fioretto a Torino 1959